# Saphenista
Saphenista là một chi bướm đêm thuộc phân họ Tortricinae của họ Tortricidae.

## Các loài
- Saphenista absidata Razowski, 1994
- Saphenista aculeata (Razowski, 1967)
- Saphenista aeraria (Razowski, 1967)
- Saphenista allasia Razowski, 1994
- Saphenista ambidextria Razowski, 1994
- Saphenista amusa Razowski, 1993
- Saphenista anaxia (Clarke, 1968)
- Saphenista bimaculata Nishida & Adamski, 2004
- Saphenista burrens Razowski, 1993
- Saphenista campalita Razowski, 1993
- Saphenista carchiana Razowski & Becker, 2002
- Saphenista ceteora Razowski & Becker, 2002
- Saphenista chloromixta Razowski, 1992
- Saphenista cinigmula (Razowski & Becker, 1986)
- Saphenista cnemiodota Razowski, 1994
- Saphenista consectaria Razowski, 1993
- Saphenista consona Razowski & Becker, 1983
- Saphenista constipata Razowski, 1994
- Saphenista consulta Razowski, 1986
- Saphenista contermina Razowski & Becker, 2002
- Saphenista cordifera (Meyrick, 1932)
- Saphenista cryptogramma Razowski & Becker, 1994
- Saphenista cyphoma Razowski, 1994
- Saphenista delapsa Razowski, 1990
- Saphenista delicatulana (Zeller, 1877)
- Saphenista deliphrobursa (Razowski, 1992)
- Saphenista dexia Razowski & Becker, 1986
- Saphenista discrepans Razowski, 1994
- Saphenista domna (Clarke, 1968)
- Saphenista embolina Razowski, 1984
- Saphenista endomycha Razowski, 1992
- Saphenista eneilema Razowski, 1992
- Saphenista ephimera Razowski, 1992
- Saphenista epiera Razowski, 1992
- Saphenista epipolea Razowski, 1992
- Saphenista eranna Razowski & Becker, 1986
- Saphenista erasmia Razowski, 1992
- Saphenista ereba Razowski, 1992
- Saphenista euprepia Razowski, 1993
- Saphenista fluida Razowski, 1986
- Saphenista frangula (Clarke, 1968)
- Saphenista gilva Razowski & Becker, 1986
- Saphenista glorianda Razowski, 1986
- Saphenista gnathmocera Razowski, 1992
- Saphenista illimis Razowski, 1986
- Saphenista imaginaria Razowski & Becker, 1986
- Saphenista incauta Razowski & Becker, 1986
- Saphenista juvenca Razowski & Becker, 1986
- Saphenista lacteipalpis (Walsingham, 1891)
- Saphenista lassa (Razowski, 1986)
- Saphenista lathridia Razowski & Becker, 1986
- Saphenista lineata Razowski & Becker, 2002
- Saphenista livida Razowski, 1986
- Saphenista mediocris Razowski, 1986
- Saphenista melema Razowski, 1992
- Saphenista merana Razowski & Becker, 2002
- Saphenista milicha Razowski, 1994
- Saphenista mira Razowski, 1989
- Saphenista muerta Nishida & Adamski, 2004
- Saphenista multistrigata Walsingham, 1914
- Saphenista nauphraga Razowski & Becker, 1983
- Saphenista nephelodes (Clarke, 1968)
- Saphenista nomonana (Kearfott, 1907)
- Saphenista nongrata Razowski, 1986
- Saphenista nuda Razowski & Becker, 1999
- Saphenista ochraurea Razowski & Becker, 2002
- Saphenista omoea Razowski, 1993
- Saphenista onychina Razowski & Becker, 1986
- Saphenista oreada Razowski & Becker, 1986
- Saphenista orescia Razowski & Becker, 1986
- Saphenista orichalcana Razowski & Becker, 1986
- Saphenista paraconsona Razowski & Becker, 2002
- Saphenista parvimaculana (Walsingham, 1879)
- Saphenista penai (Clarke, 1968)
- Saphenista peraviae Razowski, 1994
- Saphenista peruviana Razowski, 1993
- Saphenista phenax Razowski, 1994
- Saphenista praefasciata (Meyrick, 1932)
- Saphenista praia Razowski, 1986
- Saphenista pruinosana (Zeller, 1877)
- Saphenista rafaeliana Razowski, 1989
- Saphenista rawlinsiana Razowski, 1994
- Saphenista rivadeneirai Razowski & Pelz, 2001
- Saphenista rufozodion Razowski & Becker, 2002
- Saphenista ryrsiloba Razowski, 1990
- Saphenista saxicolana (Walsingham, 1879)
- Saphenista sclerorhaphia Razowski & Becker, 1994
- Saphenista semistrigata Forbes, 1931
- Saphenista solda Razowski, 1994
- Saphenista sphragidias (Meyrick, 1932)
- Saphenista splendida Razowski & Becker, 2002
- Saphenista storthingoloba Razowski, 1992
- Saphenista subsphragidias Razowski & Becker, 2002
- Saphenista substructa (Meyrick, 1927)
- Saphenista temperata Razowski, 1986
- Saphenista teopiscana Razowski & Becker, 1986
- Saphenista tufinoa Razowski, 1999
- Saphenista xysta Razowski, 1994